# Eighth Street-New York University
Eighth Street-New York University, conosciuta anche con il nome di Eighth Street, è una fermata della metropolitana di New York, situata sulla linea BMT Broadway. Nel 2015 è stata utilizzata da 5 894 747 passeggeri.

## Storia
La stazione venne aperta il 4 settembre 1917, come parte della prima tratta della linea BMT Broadway da Canal Street a Union Square. Tra gli anni 1960 e 1970 fu sottoposta ad una prima, massiccia, ristrutturazione e nel 2001 ad una seconda, che la rese parzialmente accessibile.

## Strutture e impianti
Eighth Street-New York University è una fermata sotterranea con quattro binari e due banchine laterali. Ognuna delle due piattaforme, non collegate tra di loro, possiede un gruppo di tornelli e un'edicola. Situata sotto l'incrocio tra Eightht Street e Broadway, ha uscite su queste due strade e su Waverly Place.
Tra gli anni 1960 e 1970, la stazione è stata rinnovata, modificandone l'aspetto originario attraverso la sostituzione delle piastrelle e dei mosaici d'epoca e delle lampade a incandescenza con piastrelle moderne e lampade fluorescenti. Inoltre, le banchine sono state allungate per poter ospitare i nuovi treni con dieci vetture.
I rivestimenti originari sono stati poi ripristinati con la ristrutturazione del 2001, che portò anche all'installazione di un nuovo sistema sonoro per gli annunci, di nuove luci e di nuove indicazioni.

## Movimento
La stazione è servita dai treni di quattro services della metropolitana di New York:
- Linea N Broadway Express, attiva solo nei fine settimana e di notte;[5]
- Linea Q Broadway Express, attiva solo di notte;[6]
- Linea R Broadway Local, sempre attiva, tranne di notte;[7]
- Linea W Broadway Local, attiva solo nei giorni feriali esclusa la notte.[8]

## Interscambi
La stazione è servita da diverse autolinee gestite da NYCT Bus.
- Fermata autobus